# Yann Sordet
Pour les articles homonymes, voir Sordet.
Yann Sordet, né en 1971, est un bibliothécaire et historien français.

## Biographie

### Formation
Il sort major de l'École nationale des chartes en 1997 avec une thèse consacrée à l'histoire des pratiques bibliophiliques (L'Amour des livres au Siècle des Lumières : Pierre Adamoli et ses collections) — couronnée par le prix Auguste-Molinier —, puis passe par l'École nationale supérieure des sciences de l'information et des bibliothèques.

### Parcours
Il rejoint en 1998 le corps des conservateurs des bibliothèques, et est affecté à la bibliothèque Sainte-Geneviève, dont il dirige de 2003 à 2010 le département de la Réserve. En 2011 il est nommé directeur de la bibliothèque Mazarine. Depuis 2021 il assure conjointement la direction de la bibliothèque Mazarine et de la bibliothèque de l’Institut de France.
Il a enseigné l'histoire du livre et des bibliothèques à l'université Paris XIII (1999-2006) et à l'École pratique des hautes études (2007-2009). Il a été chargé de formation dans le domaine du patrimoine écrit auprès de l'École nationale des chartes, de l'ENSSIB, du Centre d'études supérieures de la Renaissance et du Centre de formation aux carrières des bibliothèques Médiadix.
Il est rédacteur en chef de la revue Histoire et civilisation du livre, membre du Centre Jean Mabillon, du conseil scientifique de l'ABES, du Board of Directors du Consortium of European Research Libraries (CERL).

## Publications

### Ouvrages
- Histoire du livre et de l'édition. Production & circulation, formes & mutations, postface de Robert Darnton, Paris, Albin Michel, coll. « L'Évolution de l'Humanité », 2021, 798 p.  (ISBN 978-2-226-45767-7)
- De l'argile au nuage, une archéologie des catalogues (IIe millénaire av. J.-C. - XXIe siècle), Frédéric Barbier, Thierry Dubois et Yann Sordet (dir.), préfaces de Gabriel de Broglie et Sami Kanaan, bibliothèque Mazarine, bibliothèque de Genève, Éditions des Cendres, 2015, 249 p.
- Apparition et disparition du bibliothécaire. Une lecture d'Arcimboldo, Paris, Éditions de l'INHA, coll. « Dits », 2018, 48 p.  (ISBN 978-2-917902-43-1).
- Un succès de librairie européen, l'Imitatio Christi, 1470-1850, dir., en collaboration avec Martine Delaveau, Paris, bibliothèque Mazarine ; Éditions des Cendres, 2012, 195 p.
- Le livre arménien de la Renaissance aux Lumières, dir., en collaboration avec Mikaël Nichanian, Paris, bibliothèque Mazarine ; Éditions des Cendres, 2012, 189 p.
- Édition et diffusion de l'Imitation de Jésus-Christ (1470-1800), dir., en collaboration avec Martine Delaveau, Paris, BnF ; bibliothèque Mazarine ; bibliothèque Sainte-Geneviève, 2011, 514 p.
- Passeurs de textes : imprimeurs, éditeurs et lecteurs humanistes dans les collections de la Bibliothèque Sainte-Geneviève [exposition, bibliothèque Sainte-Geneviève, 30 mars-30 juin 2009], dir., Turnhout, Brepols, coll. « Nugae humanisthicae ; 11 », 2009.
- L’Amour des livres au Siècle des Lumières : Pierre Adamoli et ses collections, préface de Préface de Daniel Roche, Paris, Champion ; Genève, Droz, coll. « Mémoires et documents de l’École des chartes ; 60 », 2001, 537 p.
- avec Davy-Rigaux, Cécile, Jean-Baptiste Lebigue, Les livres de notre-dame (XIe-XVIIIe s.), bibliothèque Mazarine, Institut de recherche et d’histoire des textes, 2012.

### Articles
- « Mazarine et mazarinades : la plus grande bibliothèque d’Europe dans la tourmente de la Fronde », Dix-septième siècle, 2019/3 (n° 284), p. 459-482 (https://doi.org/10.3917/dss.193.0459).
- « Information, politique et bibliothéconomie dans l’Europe du XVIIe siècle : aux origines de la Bibliothèque Mazarine », dans Savoir-Pouvoir : les bibliothèques, de l'Antiquité à la modernité, textes réunis et édités par Yves Lehmann, Turnhout, Brepols, 2018 (Recherches sur les rhétoriques religieuses ; volume 29), p. 285-301.
- « Ceux qu’on veut prendre estant pour la pluspart en langue hebraique : Des livres fort convoités : les hebraica et judaica de la bibliothèque de Mazarin », dans Il collezionismo di libri ebraici in Europa tra XVII e XIX secolo, Actes du colloque de Turin, 26-27 mars 2015, éd. Chiara Pilocane et Amedeo Spagnoletto, La Rassegna mensile di Israël, n°82, 2017, p. 117-139.
- « La contrefaçon éditoriale : qualification juridique et raison économique », Histoire et civilisation du livre, n°13, 2017, p. 7-15 (https://revues.droz.org/index.php/HCL/article/view/2343).
- « Reconstructing Mazarin’s Library/Libraries in Time and Space : Sources, Tools and Hypotheses », Quaerendo, n°46, 2016, p. 151-164.
- « D'un palais (1643) l'autre (1668) : les bibliothèques Mazarine(s) et leur décor », Journal des Savants, nos 2015-1,‎ juin 2015, p. 79-138 (lire en ligne).
- « Le premier acte de “ donation au public ” de la bibliothèque de Mazarin (1650) », Histoire et civilisation du livre - Revue internationale, vol. 10,‎ novembre 2014, p. 93-111 (lire en ligne).
- « La/les bibliothèque(s) de Notre-Dame », dans Notre-Dame de Paris 1163-2013, actes du colloque scientifique tenu au collège des Bernardins, à Paris, du 12 au 15 décembre 2012, réunis par Cédric Giraud, Turnhout, Brépols, 2013, p. 547-554.
- « Formes éditoriales et usages de l’Imitatio Christi (15e-19e siècles) ». Comptes-rendus des séances de l’Académie des inscriptions et belles-lettres 2012, no 2 (août 2013), p. 869‑895.
- « Les incunables chez quelques collectionneurs français des XVIIe et XVIIIe siècles : élection, distinction, manipulations », dans Le berceau du livre imprimé : autour des incunables, sous la dir. de Pierre Aquilon et Thierry Claerr, Turnhout, Brepols, 2010, p. 267-286.
- « Un fragment de légendier italien du XIe siècle contenant la Passio sancti Alexandri », Revue d’Histoire des Textes, 2010, t. V, p. 291-294.
- « Le baptême inconscient de l'incunable : non pas 1640 mais 1569 au plus tard », Gutenberg Jahrbuch, vol. 84,‎ juin 2009, p. 102-105 (lire en ligne)
- « Controverse, exposé des motifs, cheminement de la conscience repentante : La mise en page de quelques récits de conversion aux XVIIe et XVIIIe siècles », dans La mise en page du livre religieux (XIIIe – XXe siècle) : actes de la journée d’étude de l’Institut d’histoire du livre (Paris, 13 décembre 2001), Préf. P. Petitmengin, Paris, 2004, p. 81-104.
- « Source bibliographique et modèle bibliophilique : le recours au catalogue de vente, de Gabriel Martin à Seymour de Ricci », dans Les ventes publiques de livres et leurs catalogues, XVIIe- XXe siècles, actes des journées d’études organisées par l’École nationale des chartes (Paris, 15 janvier 1998) et par l’ENSSIB (Villeurbanne, 22 janvier 1998), éd. Annie Charon et Elisabeth Parinet, collab. Dominique Bougé-Grandon, Paris, École des chartes, 2000 (Études et rencontres de l’École des chartes, 5), p. 99-118.
- « La dévolution au public d'une bibliothèque particulière au XVIIIe siècle : l'exemple de Pierre Adamoli et de quelques uns de ses contemporains », dans Voyages de bibliothèques, actes du colloque de Roanne, 25-26 avril 1998, éd. Marie-France Viallon, Saint-Étienne, Publications de l'Université, 1999, p. 148-169.
- « Les bibliothèques lyonnaises au XVIIIe siècle », Bulletin de la Société historique, archéologique et littéraire de Lyon, t. 28, année 1998, p. 159-177.
- « Une approche des catalogues domestiques de bibliothèques privées (XVIIe – XVIIIe siècles), instruments et miroirs de collections particulières », Bulletin du bibliophile, 1997, n°1, p. 92-123.